# Myth: The Fallen Lords
Myth: The Fallen Lords è un videogioco di tattica in tempo reale realizzato da Bungie Studios nel 1997.
La storia verte sulla guerra decennale fra le città libere del nord contro i Signori Decaduti (Fallen Lords nell'originale), potenti antichi stregoni e guerrieri richiamati in vita dal malvagio Balor per comandare delle armate di mostri e non-morti. I Signori Decaduti sono sei, ma si viene a conoscenza del nome di soli quattro di loro: Shiver, il Veggente (The Watcher nell'originale), l'Ingannatore (The Deceiver) e il Corruttore (Soulblighter). I capi degli eserciti umani sono degli avatara conosciuti come i Nove, potenti guerrieri/stregoni di cui si conoscerà durante il gioco i seguenti: Rabican, Maeldun, Murgen, Cu Roi e il principale, Alric.

## La trama

### Premesse
Nel mondo di Myth l'esistenza è suddivisa in cicli di 1000 anni in cui in alternanza a governare il mondo sono le forze della Luce o quelle dell'Oscurità. Un tempo, nell'epoca chiamata "Età del Vento" (Wind Age nell'originale) l'umanità era sull'orlo del collasso: i giganti trow spadroneggiavano nelle terre a nord-est, potenti stregoni minacciavano l'incolumità di villaggi inermi e soprattutto una crudele, sanguinaria razza chiamata Myrkridia, mostri umanoidi che non hanno mai conosciuto la sconfitta in battaglia e che sono stati capaci di spazzare via intere città, razziava le fertili pianure ad ovest della Dire Marsh, la putrida palude da cui provenivano. Quest'alternanza ciclica veniva ogni volta preannunciata dalla comparsa di una cometa nel cielo, che indicava l'avvento di un'entità, detta "Il Liberatore" (The Leveller), incarnazione di un dio malvagio che cercava non la conquista, ma la distruzione, e che ogni volta muoveva guerra contro le razze civilizzate per annientarle; o di un eroe capace di riscattare le forze della Luce e di sconfiggere il nemico. Durante l'Età del Vento il Liberatore si era incarnato nella figura del potente Moagim, e l'eroe che riuscì a sconfiggerlo fu Connacht, il barbaro che fu il primo a sopravvivere in una battaglia con i Myrkridia e a batterli. Connacht prese le redini delle forze umane e pose fine al millenario ciclo oscuro, uccidendo Moagim, segregando i Myrkridia in un artefatto magico conosciuto come la "Tain" e congelando le città dei trow. In seguito ai suoi successi divenne l'imperatore del leggendario impero di Cath Bruig, la cui capitale era la ricca Muirthemne, ma dopo un po' di tempo sparì nel nulla.

### Prologo
Sono passati quasi cento anni da quando una cometa è ricomparsa in cielo e Balor è giunto nelle terre occidentali seminando caos e distruzione. Nessuno sa chi sia e da dove è giunto, ma Balor scongelò le città del trow costringendoli a servirlo, ottenne giuramento di fedeltà dai guerrieri mirmidoni e dai ghol e risvegliò sette potenti generali del passato per servirlo come suoi Signori Decaduti (Fallen Lords). Fra di essi vi sono Shiver, il Veggente (the Watcher), l'Ingannatore (the Deceiver) e il Corruttore (Soulblighter). Guidando un'armata di non morti e creature mostruose, Balor distrusse l'impero di Cath Bruig, bruciando i fertili prati che divennero così un deserto chiamato "la Barriera" (the Barrier), rase al suolo la capitale Muirthemne, scacciò i nani dalle loro antiche dimore nella pietra e si apprestò ad attraversare la catena montuosa della Cloudspine per riversarsi nelle pianure più occidentali. Le Guardie dell'Airone (Heron Guards), un tempo fiere truppe d'élite della guardia personale dell'imperatore, come penitenza per non aver saputo proteggere il loro signore e la loro patria smisero le vesti di guerrieri e si dispersero nel mondo in esilio volontario. I ghol occuparono le terre dei nani, portandovici il loro idolo di pietra che adorano come un dio. Balor pose la sua fortezza nell'antica città trow di Rhi'Anon, da cui controllava e teneva uniti a sé i Signori Decaduti.
Dopo che la guerra con le ultime roccaforti umane rimaste iniziò, città un tempo floride come Scales, Covenant e Tyr caddero, e solo la città di Madrigal da sola alla fine sconfisse le armate dell'oscurità, ponendosi a capo delle Città Libere del Nord (fra cui Tandem e Willow) nella lotta contro i Signori Decaduti. A guidare le Città Libere vi sono nove potenti avatar, fra cui Alric, Cu Roi, Maeldun, Murgen e Rabican.
Il gioco inizia nel diciassettesimo anno di guerra, quando le forze di Shiver si stanno avvicinando a Madrigal per cingerla nuovamente d'assedio, mentre ad est il Veggente sta setacciando le pianure fra Covenant e Scales in cerca di qualcosa, mentre l'Ingannatore preme per attraversare la Cloudspine e Soulblighter si appresta ad unirsi a lui. I Nove sono entrati da poco in contatto con una testa mozzata parlante (the Head), ritrovata sotto tonnellate di sabbia e macerie. La Testa asserisce di essere uno degli antichi nemici di Balor e di aver perso il suo corpo durante uno scontro con lui, e pretende di poter dare consigli preziosi per poter vincere la guerra contro di lui...
Ogni livello di Myth viene introdotto da un ignoto membro della Legione, l'esercito che combatte i Fallen Lords, che sotto forma di diario narra le vicende che si sono svolte fino ad allora e perché si va incontro alla missione successiva. Non viene mai detto il nome del narratore, né quale tipo di unità sia.

## Stile di gioco

Visuale del gioco.

Il gameplay di Myth, a differenza dei comuni RTS non prevede la raccolta di risorse, la costruzione di strutture e il reclutamento di unità: al contrario, ogni livello inizia con una certa quantità di soldati e richiede un'attenta gestione degli stessi sul campo di battaglia per evitare di soccombere fin dalla prima scaramuccia. È infatti definito come RTT, Real-Time Tactics.
Se al livello di difficoltà più basso (timido) possono non esserci problemi nell'affrontare le orde nemiche, a quello più alto (leggendario) anche le missioni più facili diventano impegnative, poiché le poche unità disponibili sono molto più deboli delle soverchianti forze nemiche e bisogna impiegare numerosi stratagemmi fra tattiche d'attacco, formazioni, abilità particolari e unità speciali per sopravvivere. Un'altra caratteristica all'epoca innovativa è che le condizioni del tempo e la forma del suolo influenzano profondamente i combattimenti, per cui il vento potrà deviare le frecce, la pioggia spegnere gli esplosivi, la neve rallentare le unità e le colline avvantaggiare chi vi si trova al di sopra (per non parlare delle bottiglie esplosive dei nani che rischiano di ruzzolare giù verso chi le ha lanciate!).
Myth fu fra i primi videogiochi ad introdurre questo stile di gioco profondamente diverso dal resto degli altri giochi, motivo per cui è stato definito RTT invece che RTS. È significativo il fatto che il gioco avesse queste caratteristiche nonostante fosse uscito in un anno, il 1997, in cui erano già usciti o stavano per uscire molti altri famosi strategici di stampo classico (come ad esempio Red Alert, Warcraft II, Dark Reign, Total Annihilation, Starcraft, Age of Empires). Myth fu per tutto questo premiato dalla rivista statunitense PC Gamer come videogioco strategico dell'anno 1997.

## Unità
Le unità vengono distinte in due principali blocchi: quelle della Luce (Light Units), corrispondenti grossomodo ai popoli civilizzati che il giocatore controlla nella campagna contro i Fallen Lords, e quelle dell'Oscurità (Dark Units), che sono costituite da non-morti di diversa natura e anche mostri. 

### Luce
- Guerriero (warrior) - i guerrieri sono la fanteria umana di base, dotati di spada lunga, armatura resistente e robusti scudi con cui possono bloccare i colpi nemici.
- Arciere (archer) - i Fir'Bolg sono una razza di abili arcieri che abitano la foresta chiamata Ermine; un tempo spesso in guerra con gli umani, con l'arrivo di Balor e dei suoi seguaci la loro fragile tregua è divenuta un'alleanza stretta. Durante il gioco si rivelano un'unità preziosa poiché possono indebolire i nemici in avvicinamento scagliando le loro frecce, e possono eliminare da distanza di sicurezza quelli troppo pericolosi da affrontare in un combattimento ravvicinato.
- Nano (dwarf) - i piccoli nani combattono lanciando delle bottiglie esplosive, praticamente delle Molotov, e all'occorrenza possono depositare delle cariche esplosive e detonarle quando i nemici vi passano sopra. Si tratta quindi di un'unità molto preziosa da un punto di vista tattico, poiché può decimare le unità nemiche in avvicinamento prima che i guerrieri si gettino nella mischia. I nani sono tuttavia deboli e indifesi nel corpo a corpo. I nani sono acerrimi nemici dei Ghol, razza mostruosa che invase la loro terra con le orde di Balor e li scacciò dalle loro città principali, Stoneheim e Myrgard.
- Viaggiatore (journeyman) - un tempo fieri guerrieri dell'Ordine di guerrieri dell'Airone, la guardia personale dell'imperatore di Cath Bruig, dopo che Balor distrusse la capitale Muirthemne fecero voto di penitenza abbandonando le armi e le armature e disperdendosi come eremiti e curatori. In quanto tali portano con sé sette radici di mandragora, con cui possono curare i soldati feriti sul campo di battaglia o deperire i nemici non-morti. Sono protetti solamente da una folta pelliccia (che li rende immuni dagli attacchi paralizzanti) e possono combattere con una vanga non molto efficace. Sembra inoltre che le loro capacità consentano loro di vivere molto più a lungo del normale.
- Berserk - questi imponenti barbari del nord amano combattere a pelle nuda in modo da esibire le loro cicatrici, motivo d'onore, e le loro pitture di guerra; brandiscono giganteschi spadoni (Claymore). La loro velocità e robustezza, nonostante la mancanza di un'armatura, li rendono combattenti molto più efficaci dei guerrieri. Sono anche ottimi esploratori in grado di compiere azioni di disturbo e di attirare le orde nemiche nelle imboscate.
- Avatar - sono potenti capitani dotati di poteri magici speciali e di un'ottima abilità con la spada. Sono solo nove (ragion per cui vengono chiamati così, i Nove), e i più noti sono Rabican, Maeldun, Murgen, Cu Roi ed Alric. Sono dei comandanti, che guidano le truppe della Luce nella difesa delle poche città rimaste in piedi (Madrigal, Willow, Tandem) o nel presidio dei pochi passi per la catena montuosa della Cloudspine (Bagrada, Seven Gates e Stair of Grief). In pochi livelli sarà possibile osservare un avatar all'opera, è un guerriero molto resistente e veloce con la spada, ed è dotato di un incantesimo particolare, il Sussurro del Sogno, lanciabile quattro volte e che fa esplodere interi drappelli di nemici.
- Gigante della foresta (forest giant) - i giganti della foresta abitano la folta Forest Heart alle pendici sudorientali della catena montuosa della Cloudspine. Sono alti e molto robusti e con i loro colpi possono spazzare via molti nemici in breve tempo; se feriti gravemente si pietrificano e non possono più rispondere agli attacchi finali (che diventano quindi dei "colpi di grazia"). Un tempo combattevano assieme agli umani contro i Fallen Lords, ma dopo alcuni anni misteriosamente non tornarono più causando la perdita del passo di Seven Gates e da allora non si è più saputo niente di loro.

### Oscurità
- Sgherro (thrall) - questi cadaveri rianimati marciano lentamente brandendo una grossa ascia capace di arrecare una discreta quantità di danni. A causa della loro scarsa destrezza e dell'assenza di protezione sono molto più vulnerabili di un guerriero umano, sebbene siano all'incirca equivalenti come danni. Possono passare sott'acqua dato che non respirano.
- Senzanima (soulless) - scheletri spettrali sprovvisti degli arti inferiori che fluttuano nell'aria avvolti da brandelli di veste polvorosa. Lanciano dei giavellotti a lunga distanza e sono praticamente l'equivalente nemico degli arcieri. Una fila di loro può arrecare gravi danni ad un drappello fermo che non reagisce. Possono passare sull'acqua e sulla quasi totalità dei dislivelli del terreno.
- Ghol - razza malefica e mostruosa, simile a scimmie antropomorfe dal muso allungato, le braccia lunghe che strisciano al suolo e la schiena sempre inclinata. Sono esploratori, disturbatori e assaltatori improvvisi, poiché la loro scarsa costituzione fisica li rende poco resistenti. Sono quindi una minaccia per gli arcieri nelle retroguardie, se lasciati sprotetti e sguarniti, ed in più possono raccogliere oggetti dal terreno (comprese cariche inesplose) per lanciarle contro i loro avversari. Odiano profondamente i nani e ne hanno occupato le principali città ad est, Stoneheim e Myrgard, trascinandovi lì il loro gigantesco idolo di pietra che adorano come loro dio oscuro.
- Presenza (wight) - lenti cadaveri putrescenti rigonfiati dal gas venutosi a formare dai processi di decomposizione che si attuano nel loro corpo. Il loro attacco consiste in uno stiletto che si conficcano nel ventre per generare una violenta esplosione, ancor più dannosa se si considera che i suoi brandelli di carne purulenti sparsi al suolo possono paralizzare i nemici per un breve periodo. Possono nascondersi nell'acqua dato che non respirano, e questo li rende pericolosi nelle imboscate. Data la loro lentezza sono molto vulnerabili alle armi da tiro.
- Mirmidone (myrmidon) - questi guerrieri scheletrici un tempo erano viventi, ma giurarono di servire Balor dopo che questi promise loro l'immortalità (in questo caso, nel prolungamento della vita anche una volta scarnificatosi e deperitosi il corpo). Non molto resistenti, sono però veloci e brandiscono due ossa in cui sono conficcate delle lame nelle due estremità. Possono quindi fungere sia da fanteria d'attacco che da esploratori e guastatori al posto dei ghol.
- Trow - questi potenti giganti furono gli unici che non temevano l'antica razza dei mostruosi Myrkridia, e sono altresì responsabili dell'annientamento degli orchi e dei Callieach. Solo il grande eroe dell'Era del Vento, Connacht, riuscì ad imprigionarli congelando le loro città, ma Balor è riuscito a liberarli e porli al suo servizio. I trow sono molto forti e resistenti e con pochi calci possono liberarsi senza problemi di numerosi guerrieri e diventano inermi pietrificandosi solo se ridotti in fin di vita. Solo i giganti della foresta competono con loro in quanto a forza fisica.
- Ombra (shade) - un tempo potenti avatar del passato, sono stati portati in vita da Balor per servirlo e fungere da sottufficiali per gli eserciti dei Fallen Lords. Sono forti spadaccini e possiedono un potere speciale con cui possono far esplodere gruppi di nemici, analogo a quello degli avatar ancora in vita. Fluttuano lentamente nell'aria e non possono passare sull'acqua.
- Spettro (fetch) - potenti sacerdotesse spiritiche di un'altra dimensione portate in questa da Balor, lo servono nella speranza di poter ottenere la concessione di tornare nel loro mondo natale. Amano ricoprirsi delle pelli degli avversari sconfitti e il loro attacco consiste in un potente fulmine che scagliano dalle dita. Sono quindi avversarie pericolose, rinomate per la loro capacità di decimare in poco tempo intere schiere di guerrieri veterani, ma non possono difendersi a distanza ravvicinata in cui sono molto vulnerabili. Sono vulnerabili anche alla lunga distanza, dato che le loro saette non raggiungono la gittata della freccia scagliata da un arciere.

### Altro
- Contadino - i paesani che abitano le campagne nei pressi delle grandi città del nord sono villici inermi e che cadono facilmente sotto i colpi dei nemici. Alcuni, per paura, possono essere tentati di passare dalla parte dell'Oscurità rivelando informazioni in cambio di una sperata grazia.
- Ragni giganti - si dice che nelle profondità delle caverne abitino ragni le cui dimensioni raggiungono livelli spropositati, da quelle di un gatto fino a quelle di un piccolo orso. Tali insidiose creature, se mai dovessero incontrarli, attaccherebbero comunque anche le creature dell'Oscurità, non essendo allineate (cioè non essendo quindi controllate da Balor).

## Myth II: Soulblighter
Myth II è il seguito del 1998 di Myth, ambientato 60 anni dopo l'originale, quando uno dei Signori Decaduti, cioè Soulblighter del titolo, ritorna intenzionato a riportare la morte e la devastazione nelle province faticosamente ricostruite dal re Alric dopo la fine della Grande Guerra.